# Toui à sept couleurs
Touit batavicus
Espèce
Synonymes
- Touit batavica

Statut de conservation UICN

 LC  : Préoccupation mineure
Statut CITES
Le Toui à sept couleurs (Touit batavicus) est une espèce d'oiseaux appartenant à la famille des Psittacidae.

## Description
Cet oiseau mesure environ 14 cm. Son nom indique qu'il possède un plumage multicolore : calotte jaune verdâtre, poitrine gris azur, ventre vert clair, dos vert foncé et nuancé de violet strié de noir, ailes brun violet arborant une barre jaune, enfin queue violet rose à extrémité noire.
Cette espèce ne présente pas de dimorphisme sexuel.

## Habitat
Cet oiseau peuple les forêts caduques humides jusqu'à 1 700 m d'altitude.

## Répartition
Le Touï à sept couleurs peuple le plateau des Guyanes, le nord du Venezuela et l'île de la  Trinité.